# Puchar Polski (województwo lubelskie) w piłce nożnej mężczyzn (2022/2023)
W sezonie 2022/2023 Puchar Polski na szczeblu województwa lubelskiego składał się z 2 rund, w których brali udział zwycięzcy 4 okręgowych rozgrywek Pucharu Polski: Białej Podlaski, Chełmu, Lublina i Zamościa. Rozgrywki miały na celu wyłonienie zdobywcy wojewódzkiego Pucharu Polski i uczestnictwo na szczeblu centralnym Pucharu Polski w sezonie 2023/2024.

## Stadiony
Czerwonym kolorem zaznaczono na mapie miasta, w których odbyły się mecze. Według zasad Pucharu Polski mecz jest rozgrywany na boisku drużyny będącej na słabszej pozycji w danym sezonie.
| Krasnystaw       | Zawada                        |
| ---------------- | ----------------------------- |
| Stadion miejski  | Stadion Sportowy Gminy Zamość |
| Pojemność: 1972  | Pojemność: 312                |
| KrasnystawZawada |                               |

## Drużyny
Drużyny zostały podane w kolejności alfabetycznej.
| Drużyna                 | Turniej kwalifikacyjny | Poziom ligowy | Wynik      |
| ----------------------- | ---------------------- | ------------- | ---------- |
| Gryf Gmina Zamość       | OPP Zamość             | IV liga       | Półfinał   |
| Podlasie Biała Podlaska | OPP Biała Podlaska     | III liga      | Półfinał   |
| Start Krasnystaw        | OPP Chełm              | IV liga       | Mistrz     |
| Świdniczanka Świdnik    | OPP Lublin             | IV liga       | II miejsce |

## Mecze
Losowanie składów półfinałów odbyło się 13 kwietnia 2023 roku w Lublinie, w siedzibie Lubelskiego ZPN.
|  |                         |                         |                      |                        |   |                  |                  |       |
|  | Półfinał                | Półfinał                | Półfinał             |                        |   | Finał            | Finał            | Finał |
|  | Półfinał                | Półfinał                | Półfinał             |                        |   | Finał            | Finał            | Finał |
|  | 31 maja, Krasnystaw     |                         |                      |                        |   |                  |                  |       |
|  |                         |                         |                      |                        |   |                  |                  |       |
|  | Start Krasnystaw        | Start Krasnystaw        | 2                    |                        |   |                  |                  |       |
|  | Start Krasnystaw        | Start Krasnystaw        | 2                    | 14 czerwca, Krasnystaw |   |                  |                  |       |
|  | Podlasie Biała Podlaska | Podlasie Biała Podlaska | 1                    |                        |   |                  |                  |       |
|  | Podlasie Biała Podlaska | Podlasie Biała Podlaska | 1                    |                        |   | Start Krasnystaw | Start Krasnystaw | 2     |
|  | 31 maja, Zawada         |                         |                      |                        |   | Start Krasnystaw | Start Krasnystaw | 2     |
|  |                         |                         | Świdniczanka Świdnik | Świdniczanka Świdnik   | 1 |                  |                  |       |
|  | Gryf Gmina Zamość       | Gryf Gmina Zamość       | Świdniczanka Świdnik | Świdniczanka Świdnik   | 1 | 0                |                  |       |
|  | Gryf Gmina Zamość       | Gryf Gmina Zamość       |                      |                        |   |                  |                  |       |
|  | Świdniczanka Świdnik    | Świdniczanka Świdnik    | 6                    |                        |   |                  |                  |       |
|  | Świdniczanka Świdnik    | Świdniczanka Świdnik    | 6                    |                        |   |                  |                  |       |

### Półfinały
| 31 maja 2023 17:00 | Start Krasnystaw · Ciechan 7' · Skiba 81' · | 2:1(1:1) | Podlasie Biała Podlaska · 32' Lepiarz | Stadion miejski, Krasnystaw |
|                    |                                             |          |                                       |                             |

| 31 maja 2023 17:00 | Gryf Gmina Zamość | 0:6(0:0) | Świdniczanka Świdnik · 49' Bednarczyk · 51' Zuber · 68' Kutyła · 70' Kotowicz · 82' Paluch · 90' Janczarek · | Stadion Sportowy Gminy Zamość, Zawada |
|                    |                   |          | |                                       |

### Finał
| 14 czerwca 2023 17:00 | Start Krasnystaw · Lenard 70' · Konojacki 84' · | 2:1(0:1) | Świdniczanka Świdnik · 14' Sikora | Stadion miejski, Krasnystaw |
|                       |                                                 |          |                                   |                             |

Start Krasnystaw uzyskał prawo gry w rozgrywkach Pucharu Polski 2023/2024 szczebla centralnego.

## Strzelcy

### 1 gol
- Damian Lepiarz (Podlasie)
- Miłosz Ciechan (Start)
- Oliwier Konojacki (Start)
- Radosław Lenard (Start)
- Dominik Skiba (Start)
- Arkadiusz Bednarczyk (Świdniczanka)
- Arkadiusz Janczarek (Świdniczanka)
- Hubert Kotowicz (Świdniczanka)
- Miłosz Kutyła (Świdniczanka)
- Michał Paluch (Świdniczanka)
- Kamil Sikora (Świdniczanka)
- Michał Zuber (Świdniczanka)